# Référendum mahorais de 2000
Le référendum mahorais de 2000 a lieu à Mayotte le 2 juillet 2000 afin de permettre à la population de se prononcer sur l'accord de Paris, visant à passer d'un statut de collectivité territoriale à celui d'une collectivité départementale de la République française. La population approuve les accords à une large majorité, 72,93 % des votants s'exprimant en faveur, pour une participation de 69,96 %. Le statut, provisoire, implique la tenue dans les dix ans d'un nouveau référendum sur l'avenir de l'île, organisé en mars 2009.

## Contexte
L’Assemblée nationale française adopte le 31 décembre 1975 une loi permettant l’indépendance des Comores sans Mayotte. Un référendum est organisé en février 1976 afin de déterminer si les résidents du territoire souhaitent faire partie des Comores ou se maintenir au sein de la France. Ce second choix ayant été approuvé à une très large majorité, un second référendum portant sur la nature du statut de l'île est organisé comme prévu dans les deux mois ,. La population rejette cependant à une majorité similaire la conservation de leur statut de collectivité territoriale, souhaitant devenir un département à part entière. L'inscription de ce choix sur leurs bulletins de vote conduit ainsi à un large nombre de votes nuls, représentant près de 80 % des votants. Un statut particulier de collectivité territoriale est mis en place à titre provisoire par la loi n° 76-1212 du 24 décembre 1976,.
Ce n'est qu'en août 1999 que les représentants des principaux partis de l'île s'accordent sur un document cadre, le traité de Paris, signé le 27 janvier 2000. Celui-ci conduit au vote le 9 mai suivant de la loi de transformation de Mayotte en une collectivité départementale. Ce statut intermédiaire est prévu pour une durée de dix avant un nouveau référendum sur l'avenir de l'île,. L'opposition reproche cependant l'impossibilité pour la population de voter immédiatement la départementalisation.
La question posée est la suivante :
- « Approuvez-vous l'accord sur l'avenir de Mayotte, signé à Paris le 27 janvier 2000 ? »

## Résultats
| Choix                     | Votes  | %     |
| ------------------------- | ------ | ----- |
| Pour                      | 23 036 | 72,93 |
| Contre                    | 8 548  | 27,07 |
|                           |        |       |
| Votes valides             | 31 584 | 98,93 |
| Votes blancs et invalides | 342    | 1,07  |
| Total                     | 31 926 | 100   |
| Abstention                | 13 708 | 30,04 |
| Inscrits/Participation    | 45 634 | 69,96 |

Approuvez-vous l'accord sur l'avenir de Mayotte, signé à Paris le 27 janvier 2000 ?
| Votes Pour (72,93 %) |  |  | Votes Contre (27,07 %) |
| ▲                    |  |  |                        |
| Majorité absolue     |  |  |                        |

## Suites
Les résultats, connus le 4 juillet, donnent une large majorité de votes en faveur des accords, entérinant le statut de collectivité départementale. Le référendum suivant organisé en mars 2009, voit la population approuver la départementalisation, faisant de Mayotte le 101ème département français.